# Alexander Shapiro
Pour les articles homonymes, voir Shapiro.
Ne pas confondre avec l'anarchiste Alexandre Schapiro.
Alexander Shapiro est un mathématicien russe, titulaire de la chaire A. Russell Chandler III et professeur à la H. Milton Stewart School of Industrial and Systems Engineering du Georgia Institute of Technology.

## Biographie
Shapiro a obtenu un M.Sc. diplôme en mathématiques de l'université d'État de Moscou en 1971 et dix ans plus tard, il a obtenu son doctorat en mathématiques appliquées et statistiques de l'université Ben Gourion du Néguev.
Il a été rédacteur en chef de la revue Mathematical Programming, Series A et rédacteur en chef de la revue Operations Research (en).

## Prix et distinctions
En 2021 il est lauréat du prix de théorie John-von-Neumann, après avoir reçu en 2018 le prix George-B.-Dantzig conjointement avec Andrzej Ruszczyński,.
Il est orateur invité au Congrès international des mathématiciens en 2010 à Hyderabad.